# Mare Winningham
Mare Winningham (født 16. maj 1959) er en amerikansk skuespiller, komponist og sangskriver.

## Karriere
Winningham begyndte sin karriere som sanger og sangskriver. I 1976 sang hun The Beatles-sangen Here, There and Everywhere på The Gong Show. Selvom Winningham ikke fik nogen pladekontrakter på grund af sit udseende, blev hun underskrevet til en skuespillerkontrakt med Hollywood-agent Meyer Mishkin. Hun blev tildelt et Screen Actors Guild for at sige tre linjer i en episode af en tv-serie.
Winningham har også indspillet tre albums, som What May Be From fra 1992 var det mest populære album.
I 2006 spillede Mare rollen som Susan Gray på ABC-serien Grey's Anatomy, hvor hun spillede karakteren Doctor Meredith Gray. I 2010 spillede Winningham i én episode af serien Cold Case som hovedperson Lilly Rushs, mor til Celeste Cooper. Det har ikke været klart, om hun vil være et gennemgående figur i serien, men der har været spekulationer som sådan på grund af forbindelsen til hovedpersonen Lilly Rush.

## Privatliv
Winningham første korte ægteskab var med den mexicansk-amerikanske skuespiller A. Martinez, de blev gift i 1981 og skilt senere samme år. Det følgende år giftede hun sig med Charles William Mapel, en tv-teknisk rådgiver. De blev skilt i 1996. De havde fem børn sammen: Riley Sam Mapel (1981-2005), Patrick Mapel (født 1983), Jack Walter Mapel (født 1985 ), Calla Louise Mapel (født 1986) og Hap Atticus Mapel (født 1988).
Mare gift igen med Jason Trucco, 15. november, 2008 i Hollywood, Californien.